# Rạn san hô

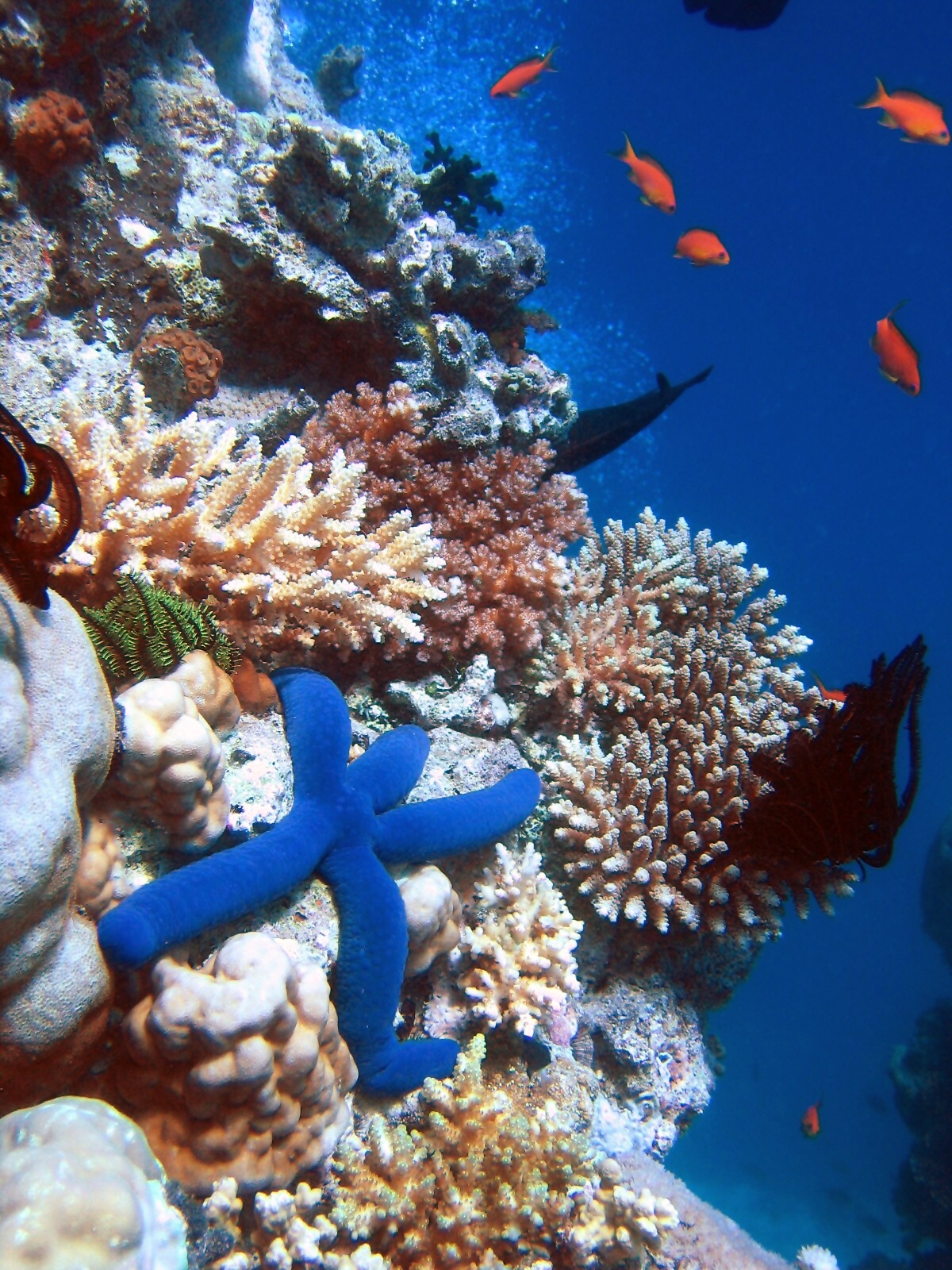
Đa dạng sinh học tại rạn san hô Great Barrier, Úc.

Rạn san hô hay ám tiêu san hô là cấu trúc aragonit được tạo bởi các cơ thể sống. Các rạn san hô thường được thấy ở các vùng biển nhiệt đới nông mà trong nước có ít hoặc không có dinh dưỡng. Mức dinh dưỡng cao chẳng hạn như nước thải từ các vùng nông nghiệp có thể làm hại rạn san hô do sự phát triển nhanh của tảo. Tại hầu hết các rạn san hô, sinh vật thống trị là các loài san hô đá, các quần thể thích ti tạo ra bộ xương ngoài bằng cacbonat calci (đá vôi). Sự tích lũy các chất tạo xương, bị phá vỡ và dồn đống bởi sóng biển và sự xâm thực sinh học, tạo nên cấu trúc đá vôi lớn nâng đỡ san hô đang sống và làm chỗ trú ẩn cho rất nhiều loài động thực vật khác. Tuy san hô được tìm thấy ở cả các vùng biển nhiệt đới cũng như ôn đới, nhưng các rạn san hô chỉ hình thành ở khu vực hai bên đường xích đạo trải từ vĩ độ 30° Bắc đến 30° Nam; mặc dù các loại san hô tạo rạn không sống tại các độ sâu quá 30 m (100 ft) nhiệt độ có ảnh hưởng ít hơn đến phân bố của san hô, nhưng người ta thường cho rằng không có san hô sống trong những vùng nước có nhiệt độ dưới 18 °C.

## Sinh học

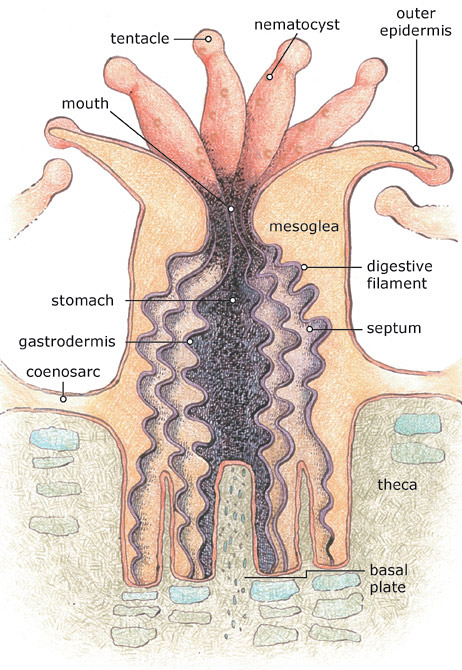
Giải phẫu một polip san hô.

Rạn san hô được xây dựng từ các thế hệ san hô tạo rạn và các sinh vật khác với cấu tạo cơ thể chứa cacbonat calci. Ví dụ, khi một đầu san hô sinh trưởng, nó tạo một cấu trúc xương bao quanh mỗi polip mới. Sóng, các loài sinh vật (như cá vẹt, nhím biển, hải miên) và các lực khác làm vỡ các bộ xương san hô thành các mảnh nhỏ lấp các chỗ trống trong cấu trúc rạn. Nhiều sinh vật khác trong cộng đồng rạn san hô cũng đóng góp bộ xương cacbonat calci của mình một cách tương tự. Các loài tảo san hô (Coralline algae), gồm tảo zooxanthelat (Symbiodinium spp.) và tảo sợi, là những nhân tố đóng góp quan trọng đối với cấu trúc rạn ở những phần rạn phải chịu sóng lớn (ví dụ mặt rạn đối diện với đại dương). Các loài tảo này xây rạn bằng cách tiết đá vôi thành từng lớp phủ lên bề mặt của rạn, nhờ đó làm tăng tính đồng nhất về cấu trúc của rạn.
Các loài san hô tạo rạn hoặc san hô hermatypic chỉ được tìm thấy ở những vùng có ánh sáng (độ sâu tối đa 50 m), độ sâu đủ ánh sáng mặt trời cho sự quang hợp. Các polip san hô không quang hợp mà có quan hệ cộng sinh với loại tảo đơn bào có tên zooxanthellae; từ trong các mô của polip san hô, các tế bào tảo thực hiện quang hợp và tạo dinh dưỡng dư thừa mà polip san hô sử dụng. Do quan hệ này, các rạn san hô phát triển nhanh hơn trong các vùng nước trong, nơi nhận được nhiều ánh sáng mặt trời. Quan hệ cộng sinh này giúp cho rạn san hô ở chỗ: nếu không có tảo cộng sinh, san hô sẽ sinh trưởng quá chậm để có thể hình thành các cấu trúc rạn lớn. San hô có thể lấy tối đa 90% dinh dưỡng cho mình từ tảo zooxanthellae cộng sinh.
Tuy người ta có thể thấy san hô sinh trưởng tại hầu như khắp nơi trên một rạn san hô khỏe mạnh, việc mặt rạn phẳng ngày càng cao lên so với mực nước biển dẫn tới hạn chế đáng kể đối với sự tăng trưởng của san hô. Nói chung, chỉ có một số ít các loài san hô cứng có thể mọc tốt trên mặt rạn phẳng, và những loài này không thể phát triển ở trên một độ cao nhất định vì khả năng chịu đựng không cao của các polip đối với việc bị phơi ra trong không khí khi thủy triều xuống. Tất nhiên, một số mặt rạn san hô có thể phát triển cao lên và mang theo khoảng 1 m nước biển ở trên bề mặt, và khi đó sự tăng trưởng của san hô sẽ rất nhanh. Chính sự phát triển hướng lên trên của tảo san hô trên phần bên ngoài của mặt rạn dẫn tới sự nâng cao của bề mặt rạn, bề mặt này dốc thoai thoải về phía bờ biển hoặc phá nước và rất dốc về phía biển. Sự phát triển nhanh của các loại tảo này là kết quả đối với chuyển động của sóng mang các sinh dưỡng vô cơ tới và mang rác thải đi. Hiệu ứng xấu của việc bị phơi ra khi triều xuống phần nào đó được cải thiện bởi các đợt sóng mạnh liên tục đánh vào mép rạn. Tuy nhiên, các rạn trưởng thành ở trong trạng thái cân bằng giữa cả mực nước biển cộng với sóng và tốc độ nâng cao bề mặt của mình, lượng đá vôi thừa được sóng đánh khỏi mép rạn mở rộng rạn theo chiều ngang và lấp các vùng thấp.
Người ta thấy sự phát triển của san hô ở các vùng nước nông bị lộ ra khi triều xuống không cao bằng của san hô ở vùng nước sâu hơn: dốc phía trước mặt rạn, trong phá nước, và dọc theo các kênh rãnh cắt qua mặt rạn. Trong điều kiện nước trong, nước biển nhiều sóng, san hô tạo ra lượng lớn vật liệu xương tạo nên rạn và cấu trúc phức tạp, dẫn tới sự đa dạng sinh học cao của các loài cá và động vật không xương sống trong rạn.

## Phân bố

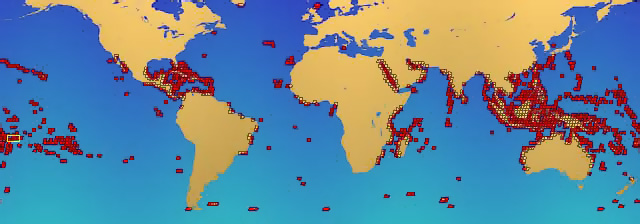
Những vị trí của rạn san hô ngầm.

Rạn san hô ngầm ước tính bao phủ trên 284.300 km². Vùng biển Ấn Độ-Thái Bình Dương (bao gồm Hồng Hải, Ấn Độ Dương, Đông Nam Á và Thái Bình Dương) chiếm 91,9% trong tổng số. Đông Nam Á chiếm 32,3% trong khi Thái Bình Dương bao gồm cả Australia chỉ bao phủ 40,8%. Tại Đại Tây Dương và biển Caribbe thì rạn san hô chỉ bao phủ 7,6% diện tích san hô trên thế giới.
Rạn san hô không xuất hiện dọc theo bờ biển phía Tây của châu Mỹ cũng như châu Phi. Vì sự gia tăng của mực nước và những dòng biển lạnh ven bờ làm giảm nhiệt độ nước trong những vùng này. San hô cũng không xuất hiện ở bờ biển Nam Á từ Pakistan tới Bangladesh. Chúng hầu như không có dọc theo bờ biển xung quanh Đông Bắc Bắc Mỹ và Bangladesh vì nước ngọt từ sông Amazon và Hằng làm giảm chất lượng nước.
Những rạn san hô và vùng san hô nổi tiếng của thế giới:
- Rạn san hô Great Barrier - Quần thể san hô lớn nhất trên thế giới, Queensland, Australia;
- Rạn san hô Belize Barrier – Quần thể lớn thứ hai trên thế giới, trải ra từ Quintana Roo, miền Nam Mexico và dọc theo bờ biển Belize tới quần đảo Bay của Honduras.
- Dải san hô Hồng Hải – Bờ biển của Ai Cập và Ả Rập Xêút.
- Pulley Ridge - rạn san hô quang hợp sâu nhất, Florida
- Nhiều rạn san hô được tìm thấy rải rác ở Maldives

## Sinh thái học và đa dạng sinh học

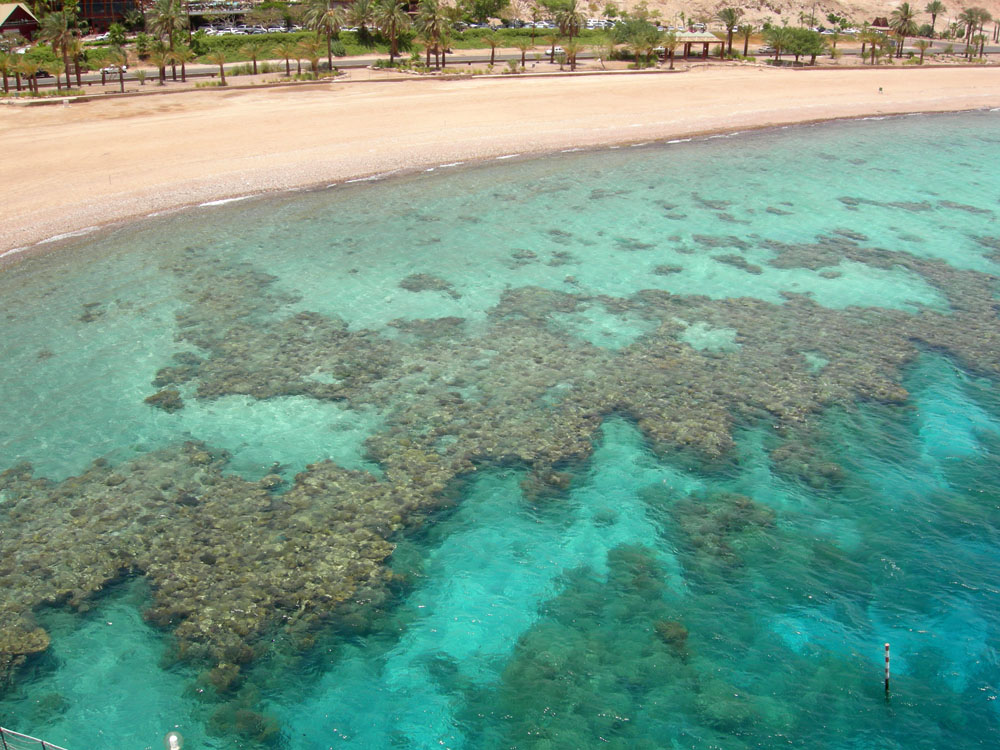
Eilat Fringing Reef

Các loài san hô đa dạng tại quần thể Rạn san hô Great Barrier

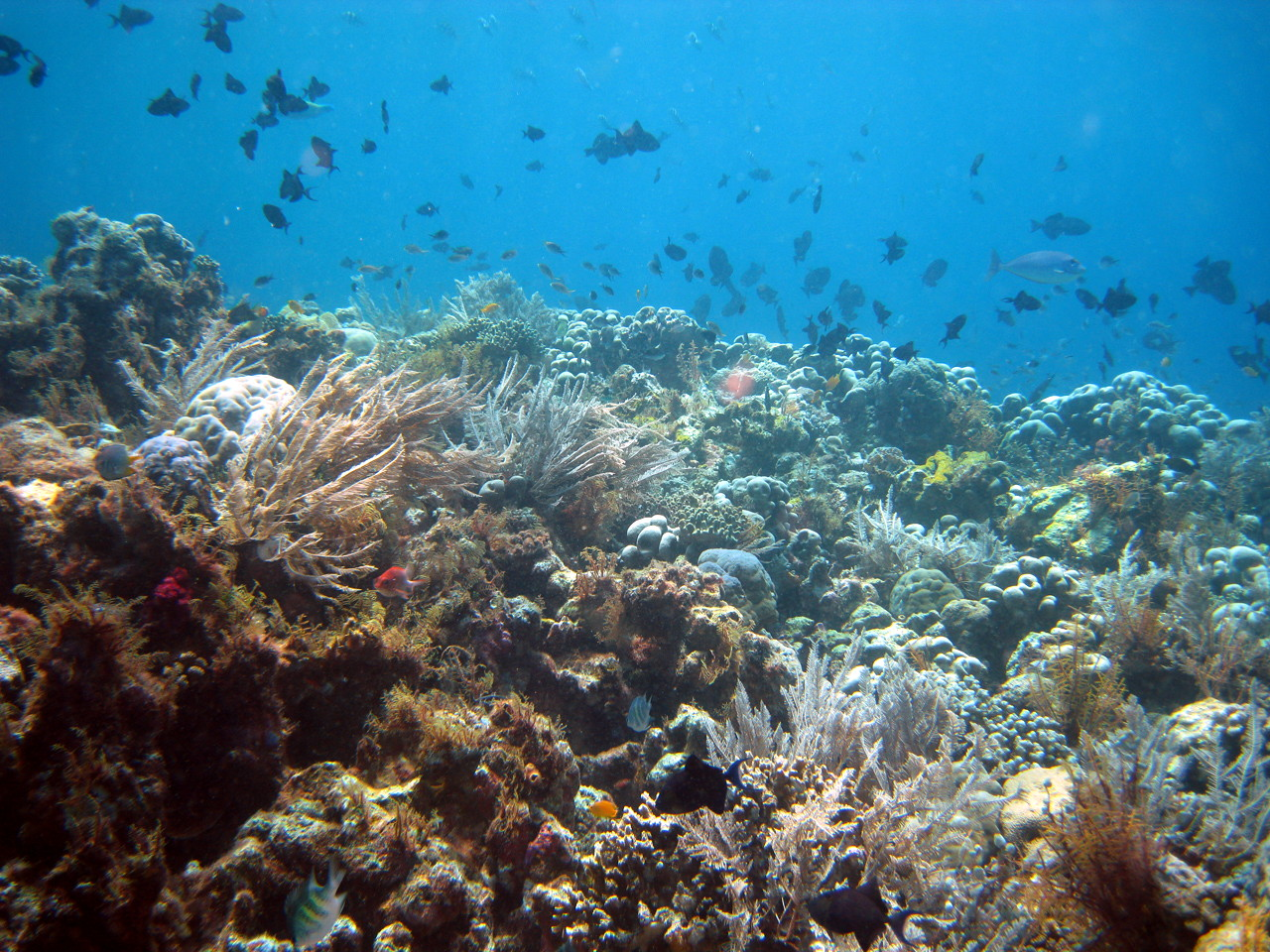
Rạn san hô tại Vườn quốc gia Wakatobi trong khu Tam giác san hô

Tuy ở tại các vùng nước nhiệt đới ít dinh dưỡng, các rạn san hô hỗ trợ một hệ thống đa dạng sinh học đặc biệt. Quá trình luân chuyển dinh dưỡng giữa san hô, tảo đơn bào, và các sinh vật khác sống trong rạn giải thích tại sao các rạn san hô sinh sôi nảy nở tại những vùng nước này; sự tái sử dụng làm giảm tổng lượng dinh dưỡng cần cho cả cộng đồng.
Vi khuẩn lam cũng cung cấp các muối nitrat hòa tan cho rạn san hô bằng quá trình cố định nitơ. San hô hút các chất dinh dưỡng trực tiếp từ nước, trong đó có nitơ và phosphor vô cơ, và ăn các sinh vật phù du theo nước trôi ngang qua các polip. Do đó, hiệu suất sơ cấp của một rạn san hô là rất cao, dẫn đến giá trị cao nhất trên mỗi mét vuông ở mức 5-10g C m−2/ngày. Các "nhà sản xuất" trong các cộng đồng rạn san hô gồm có tảo đơn bào cộng sinh, tảo san hô, và nhiều loại rong biển, cùng một số tảo loại nhỏ.
Các rạn san hô là nơi trú ngụ của nhiều loài cá nhiệt đới hoặc cá chuyên sống trong rạn san hô, chẳng hạn như các loài cá bướm (Chaetodontidae), cá thia (Pomacentridae), cá bướm đuôi gai (Pomacanthidae), cá mó (Scaridae) nhiều màu sắc. Ngoài ra còn có các nhóm cá khác như cá mú (Epinephelinae), cá hồng (Lutjanidae), Haemulidae và cá bàng chài (Labridae). Hơn 4.000 loài cá sống tại các rạn san hô.
Các rạn san hô còn là nhà của nhiều loại sinh vật khác, trong đó có bọt biển, một số loài thích ti (san hô và sứa), giun, một số loài giáp xác (tôm, tôm rồng, và cua), động vật thân mềm (động vật chân đầu (Cephalopoda), động vật da gai (sao biển, nhím biển và hải quỳ), động vật có bao (Tunicata), rùa biển và rắn biển. Động vật có vú ít gặp trên các rạn san hô, ngoại trừ các loài thuộc bộ Cá voi thỉnh thoảng ghé qua, trong đó cá heo là nhóm chính. Một số loài trực tiếp lấy san hô làm thức ăn, trong khi một số loài khác ăn tảo và tham gia vào các lưới thức ăn phức tạp.
Nhiều loài động vật không xương sống trú ngụ ngay tại nền đá san hô, hoặc khoét vào trong bề mặt đá vôi, hoặc sống trong các hốc và khe có sẵn. Các động vật khoét đá gồm có bọt biển, động vật thân mềm 2 mảnh vỏ, và các loài thuộc nhóm sá sùng (Sipuncula). Sống trên rạn san hô còn có nhiều loại khác, đặc biệt là các loài giáp xác và giun nhiều tơ (Polychaeta).
Do đa dạng sinh học lớn của các rạn san hô, nhiều chính phủ trên thế giới thực hiện các biện pháp nhằm bảo vệ các rạn san hô trong vùng biển của mình. Ở Úc, rạn san hô Great Barrier được bảo vệ bởi Cơ quan công viên biển rạn san hô Great Barrier, và là đối tượng của nhiều kế hoạch và điều luật, trong đó có Kế hoạch hành động vì đa dạng sinh học.

## Những mối đe dọa

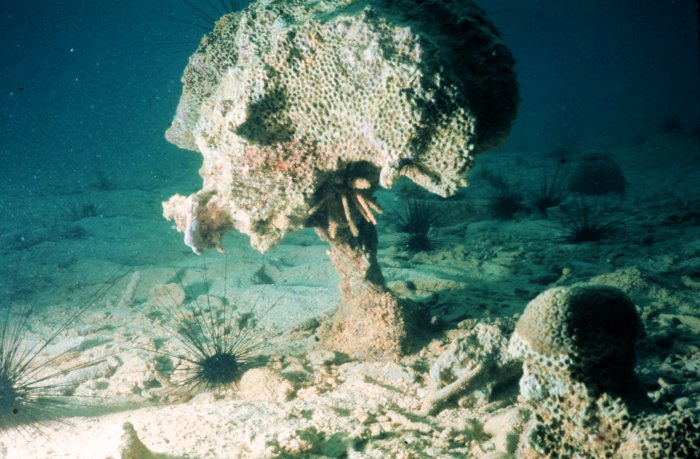
Xâm thực sinh học (sự phá hủy san hô) kiểu này có thể do hiện tượng san hô bạc màu gây ra.

Các hoạt động của con người tiếp tục là mối đe dọa lớn nhất và duy nhất đối với các rạn san hô trong các đại dương của Trái Đất. Cụ thể, sự ô nhiễm và lạm dụng nghề cá là những mối đe dọa nghiêm trọng nhất đối với các hệ sinh thái này. Sự phá hoại về vật lý đối với các rạn san hô so giao thông hàng hải gây ra cũng là một vấn đề. Ngành kinh doanh hải sản tươi sống đã được xem là một nguyên nhân của sự suy thoái do việc sử dụng xyanua và các hóa chất khác khi đánh bắt các loài cá nhỏ. Cuối cùng, nhiệt độ nước cao hơn bình thường do các hiện tượng khí hậu như El Niño và sự ấm lên toàn cầu có thể làm san hô bạc màu. Theo The Nature Conservancy, nếu sự phá hủy tăng lên theo tốc độ hiện hành, 70% các rạn san hô trên thế giới sẽ biến mất trong vòng 50 năm tới. Sự mất mát này sẽ là một thảm họa kinh tế đối với những đất nước ở vùng nhiệt đới. Hughes, (2003), viết rằng "với dân số thế giới ngày càng tăng và các hệ thống vận tải và lưu trữ ngày càng phát triển, ảnh hưởng của con người đối với các rạn san hô sẽ có quy mô tăng theo cấp lũy thừa."
Hiện nay, các nhà nghiên cứu đang tìm hiểu mức độ ảnh hưởng của các nhân tố khác nhau đối với các hệ thống rạn san hô. Có nhiều nhân tố, trong đó có vai trò của các đại dương như chìm lún dioxide cacbon, các thay đổi trong khí quyển Trái Đất, tia cực tím, sự axít hóa đại dương, virus sinh học, ảnh hưởng của bão cát, các chất ô nhiễm khác nhau, ảnh hưởng của sự bùng nổ tảo v.v.

### Phát triển và ô nhiễm đất
Sự phát triển nhanh nhưng được quản lý kém trên đất liền có thể đe dọa sự sống sót của các rạn san hô. Trong 20 năm trở lại đây, những khu rừng đước lớn, hấp thu những lượng lớn dinh dưỡng và trầm tích từ nước thải nông nghiệp và các công trình xây dựng, đang bị phá hủy. Nước giàu dinh dưỡng gây ra sự phát triển quá nhanh của tảo và phiêu thực vật tại các vùng biển ven bờ, được gọi là sự bùng nổ tảo. Các rạn san hô là các cấu trúc sinh học phù hợp với những vùng nước dinh dưỡng thấp, và sự gia tăng dinh dưỡng trong nước làm mất cân bằng của các cộng đồng rạn san hô. Sự phá hủy của rừng đước cũng như sự giảm diện tích các vùng đất ngập mặt đều được xem là các nhân tố quan trọng ảnh hưởng đến chất lượng nước tại các rạn san hô ngoài biển.
Người ta còn thấy rằng chất lượng nước thấp làm tăng sự lan tràn của các bệnh truyền nhiễm giữa các loài san hô.
Đồng, một chất thải công nghiệp thường gặp, can thiệp vào vòng đời và sự phát triển của các polip san hô.

### Kinh doanh cá cảnh
Thú chơi cá cảnh nước mặn đã trở nên ngày càng phổ biến trên thế giới kể từ thập kỳ 1990. Sản phẩm chính của ngành công nghiệp cá cảnh là cá. Cá cảnh được yêu cầu trên thị trường thường là các loại nhiều màu sắc và có thể nuôi trong bể, đặc điểm sau quan trọng nhất.
Tuy một số loài cá (chẳng hạn Pomacentridae) có thể nuôi và cho sinh sản trong bể, 95% cá cảnh thương mại được khai thác trực tiếp từ môi trường san hô. Việc sưu tầm cá ở rạn san hô, đặc biệt ở Đông Nam Á (Indonesia và Philippines), đã gây ra những thiệt hại lớn đối với môi trường. Tình trạng nghèo trong các cộng đồng nghề cá là chất xúc tác chính cho việc đánh cá bằng xyanua. Ở những nơi như Philippines, nơi xyanua được thường xuyên sử dụng để bắt sống cá cảnh, phần trăm dân số sống dưới mức nghèo là 40%. Tại những nước đang phát triển này, một ngư dân có thể dùng đến những phương cách như vậy để giữ cho gia đình mình khỏi bị đói.
Khoảng 80–90% cá cảnh được xuất khẩu từ Philippines được bắt bằng xyanua natri. Chất hóa học này tan trong nước biển và thâm nhập nơi trú ngụ của cá. Cá nhanh chóng bị ảnh hưởng của chất gây mê và bị bắt dễ dàng. Tuy nhiên, hầu hết cá bị bắt do xyanua chết trong vòng vài tháng sau khi bị bắt do tổn thương gan. Hơn nữa, các loài cá khác không được thị trường cá cảnh quan tâm nhưng sống vùng bị thả chất độc cũng bị chết.

### Đánh cá bằng thuốc nổ
Đánh cá bằng thuốc nổ là một phương pháp có tính hủy diệt khác mà ngư dân sử dụng để đánh bắt cá nhỏ. Những thanh đinamit, lựu đạn, hoặc thuốc nổ tự chế được châm ngòi hoặc kích hoạt rồi ném xuống nước. Vụ nổ gây chấn động dưới nước, làm nội tạng cá bị vỡ nát và cá chết gần như ngay lập tức. Người ta thường cho nổ lần thứ hai để giết các con cá ăn mồi lớn hơn bị thu hút bởi xác những con cá nhỏ bị chết do vụ nổ đầu. Phương pháp đánh bắt này không chỉ giết cá trong khu vực nổ chính, là còn lấy đi sự sống của nhiều sinh vật khác tại rạn san hô, những sinh vật không phải mục tiêu đánh bắt. Ngoài ra, nhiều xác cá không nổi lên mặt nước để được vớt mà chìm xuống đáy biển. Vụ nổ còn giết cả san hô trong khu vực, tiêu diệt chính cấu trúc của rạn, phá hủy nơi cư trú cho cá và các động vật quan trọng khác có tầm quan trọng đối với việc bảo tồn một rạn san hô mạnh khỏe. Những vùng từng phủ đầy san hô trở thành hoang mạc đầy vụn san hô, cá chết, và không còn gì khác sau cuộc đánh cá bằng thuốc nổ. Kiểu đánh cá này đã làm cho nhiều loài cá bắt đầu quá trình tuyệt chủng.

### Bạc màu
Nhiệt độ cao của nước biển bề mặt cộng với mức độ bức xạ cao (nhiều ánh sáng) gây ra tổn thất cho zooxanthallae, một loại tảo cộng sinh cung cấp 95% năng lượng cho san hô chủ. Hậu quả là san hô bị mất lớp sắc tố (bạc màu).
Hiện tượng thời tiết El Niño trong những năm 1998 và 2004 đã làm nhiệt độ nước biển bề mặt tăng cao so với mức bình thường. Nhiều rạn san hô nhiệt đới đã bị bạc màu hoặc chết. Người ta đã nhận thấy sự phục hồi tại một số địa điểm hẻo lánh, nhưng trong tương lai, tình trạng ấm lên toàn cầu có thể đảo ngược lại sự phục hồi này.

### Axít hóa đại dương
Sự giảm độ pH của nước biển bề mặt là mối đe đọa lâu dài và ngày càng tăng đối với các rạn san hô.
Lượng khí CO2 trong không khí tăng làm tăng lượng CO2 hòa tan trong nước biển. Dioxide cacbon tan trong các đại dương phản ứng với nước và tạo thành axít cacbonic, gây ra sự axít hóa đại dương. Người ta ước tính rằng độ pH mặt biển đã giảm từ 8,25 xuống 8,14 kể từ khi thời đại công nghiệp bắt đầu,. Trong điều kiện bình thường, các điều kiện cho việc tạo cacbonat calci ổn định tại vùng nước bề mặt, do ion cacbonat ở trạng thái bão hòa. Tuy nhiên, khi độ pH giảm, mật độ của ion này cũng giảm theo, và khi cacbonat trở nên không còn bão hòa, các cấu trúc tạo bởi calci cacbonat sẽ có nguy cơ bị hòa tan. Nghiên cứu đã cho thấy rằng quá trình tạo calci của san hô bị giảm hoặc sự hòa tan calci bị tăng lên khi san hô phải chịu lượng CO2 tăng.

### Bùng nổ bụi từ châu Á và châu Phi
Bụi từ sa mạc Sahara chuyển động xung quanh Nam bán cầu của dải cận nhiệt đới di chuyển sang khu vực Caribe và Florida trong mùa nóng khi các dải cát bụi này được hình thành và di chuyển về phía bắc qua Đại Tây Dương cận nhiệt đới. Sự vận chuyển bụi toàn cầu cũng được góp phần từ các sa mạc Gobi và Taklamakan xuyên qua Triều Tiên, Nhật Bản và miền bắc Thái Bình Dương tới quần đảo Hawaii. Kể từ năm 1970, các trận bùng nổ bụi càng trầm trọng thêm do các chu kỳ khô hạn tại châu Phi. Có một sự biến động lớn trong vận chuyển bụi vào khu vực Caribe và Florida từ năm này qua năm khác; tuy nhiên, luồng bụi này là lớn hơn trong các pha tăng của Dao động Bắc Đại Tây Dương. Các sự kiện liên quan tới bụi có liên hệ với sự suy giảm sức sống của các rạn san hô trong khu vực Caribe và Florida, chủ yếu từ thập niên 1970. Các nghiên cứu chỉ ra rằng san hô có thể kết hợp bụi vào bộ xương của chúng như được nhận thấy từ bụi trong vụ phun trào năm 1883 của Krakatoa ở Indonesia trong các dải hình khuyên của san hô tạo đá ngầm Montastraea annularis trong dải đá ngầm Florida. Sự phổ biến tương đối của các nguyên tố hóa học, cụ thể là các kim loại, được sử dụng để phân biệt các loại đất phát sinh từ bụi núi lửa với bụi khoáng.

### Phá hủy trên toàn thế giới
Các rạn san hô Đông Nam Á đang chịu nguy cơ bị tàn phá bởi các hoạt động đánh cá (chẳng hạn như đánh cá bằng thuốc nổ và đánh cá bằng xyanua), đánh cá quá mức, trầm tích, ô nhiễm, và bạc màu. Một loạt các hoạt động đa dạng, trong đó có giáo dục, điều tiết, và thiết lập các khu bảo tồn biển đang được thực hiện để bảo vệ các rạn san hô này. Ví dụ, tại Indonesia, các rạn san hô có diện tích gần 33.000 dặm vuông. Vùng biển của nước này là nơi trú ngụ của một phần ba tổng lượng san hô và một phần tư các loài cá của cả thế giới. Các rạn san hô của Indonesia nằm ở trung tâm của Tam giác San Hô và đã là nạn nhân của các kiểu đánh cá hủy diệt, du lịch không có điều tiết, và sự bạc màu do thay đổi khí hậu. Dữ liệu từ 414 trạm quan sát rải khắp Indonesia năm 2000 cho biết rằng chỉ 6% các rạn san hô của nước này ở tình trạng rất tốt, 24% ở tình trạng tốt, và khoảng 70% ở tình trạng từ tồi đến tạm được (Đại học Johns Hopkins, 2003).
Ngày 24 tháng 9 năm 2007, Reef Check (tổ chức bảo tồn san hô lớn nhất thế giới) tuyên bố rằng chỉ có 5% trong số 27.000 km² san hô của Philippines là ở "tình trạng rất tốt": Rạn Tubbataha, Marine Park ở Palawan, Đảo Apo ở Negros Oriental, Rạn Apo ở Puerto Galera, Mindoro, và Đảo Verde ngoài khơi Batangas. Philippines là nước có nhiều rạn san hô thứ hai ở châu Á.
Việt Nam nằm trong vùng đa dạng san hô lớn nhất thế giới, có điều kiện tự nhiên nói chung là thuận lợi cho sự phát triển của san hô tạo rạn. Tuy nhiên, chín phần mười trong số hơn 1000 km² rạn san hô ở Việt Nam đang ở tình trạng nguy cấp. 96% san hô bị đe dọa, trong đó 75% bị đe dọa nghiêm trọng và rất nghiêm trọng. Năm 1985, san hô có mặt ở hầu khắp các vùng ven đảo ở vịnh Hạ Long. Đến năm 1998, diện tích san hô chỉ còn 2/3 so với năm 1985. Một khảo sát vào tháng 6 năm 2006 cho thấy hầu như không còn san hô tại các vịnh Hạ Long và Bái Tử Long. Đi cùng với sự suy thoái của san hô trong vùng là sự vắng bóng của các loài hải sản quý và sự suy giảm sản lượng đánh bắt thủy sản nói chung.
Các ước tính chung cho thấy khoảng 10% các rạn san hô trên thế giới đã chết.

## Bảo vệ và khôi phục

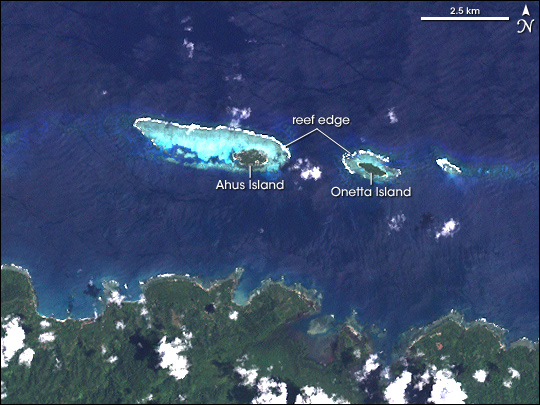
Đảo Ahus, Papua New Guinea

Cư dân đảo Ahus, tỉnh Manus, Papua New Guinea, theo một truyền thống kéo dài đã hàng thế hệ về việc hạn chế đánh cá tại 6 vùng trong phá rạn san hô của họ. Theo các truyền thống văn hóa này, đánh cá bằng lưới bị hạn chế tuy vẫn được phép câu cá. Kết quả là cả sinh khối và kích thước của từng con cá tại những vùng này cao hơn đáng kể so với những nơi được đánh bắt cá không hạn chế.
Người ta ước tính rằng khoảng 60% các rạn san hô trên thế giới đang có gặp nguy hiểm do các hoạt động có tính phá hoại của con người. Mối đe dọa đối với san hô đặc biệt lớn tại Đông Nam Á, nơi khoảng 80% các rạn san hô được coi là ở tình trạng nguy cấp.

### Các khu bảo tồn biển
Một phương pháp bảo tồn các rạn san sô ven biển đã ngày càng trở nên nổi trội là việc tổ chức các khu bảo tồn biển. Các khu bảo tồn này đã được thành lập ở Đông Nam Á và nhiều nơi khác trên thế giới nhằm nỗ lực khuyến khích quản lý ngư nghiệm có trách nhiệm và bảo vệ sinh thái. Cũng như tại các vườn quốc gia và những nơi trú ngụ của động vật hoang dã, các hoạt động khai thác có tiềm năng gây hại bị cấm tại các khu bảo tồn biển. Các khu bảo tồn biển có các mục tiêu xã hội cũng như sinh học, trong đó có việc khôi phục các rạn san hô, giữ gìn quang cảnh, bảo vệ và tăng đa dạng sinh học, và thu lợi kinh tế.

### Công nghệ khôi phục rạn
Các dòng điện yếu được truyền vào nước biển làm các khoáng chất bị phân rã và bám vào các cấu trúc thép. Lớp đá vôi thu được cũng giống như lớp đá vôi tạo nên các rạn san hô tự nhiên. Các loại san hô nhanh chóng tạo quần thể và sinh trưởng với tốc độ rất cao trên các cấu trúc này. Sự thay đổi trong môi trường do kết quả của các dòng điện còn làm tăng tốc sự hình thành và phát triển của cả đá vôi hóa học cũng như các bộ xương của san hô và các sinh vật có vỏ đá vôi khác.
Việc đắp bồi chất khoáng cho các rạn san hô hiện đang được thực hiện tại: Indonesia - Bali, Jamaica, Maldives - Ihuru và Vabbinfaru, Mexico - Yucatan, Panama - quần đảo San Blas, Papua New Guinea, Saya de Malha, Seychelles, Thái Lan - Phuket.